# Edward Bartlett
Edward Bartlett (1836  -  april 1908) was een Engelse natuuronderzoeker (ornitholoog en herpetoloog). In 1863 tot 1864 reisde hij samen met Henry Baker Tristram naar Palestina. Tussen 1865 en 1869 ondernam hij een uitgebreide expeditie in het Amazonegebied. In 1871 assisteerde hij zijn vader Abraham Dee Bartlett die werkte voor de Zoological Society of London. Tussen 1874 en 1890 was Bartlett conservator van het Maidstone-Museum in Kent. In 1891 verhuisde hij naar Sarawak (Noord-Borneo) waar hij tussen 1895 en  1897 als conservator van het museum in Kuching werkte.
Hij beschreef vier nieuwe soorten vogels waaronder Bartletts ral (Sarothrura watersi); er zijn ook vogels waarvan de wetenschappelijke naam een eerbetoon aan hem is zoals Bartletts tinamoe (Crypturellus bartletti) uit Peru.

## Bron
- Dit artikel of een eerdere versie ervan is een (gedeeltelijke) vertaling van het artikel Edward Bartlett op de Engelstalige Wikipedia, dat onder de licentie Creative Commons Naamsvermelding/Gelijk delen valt. Zie de bewerkingsgeschiedenis aldaar.

- Gemeinsame Normdatei: 1111250081
- International Standard Name Identifier: 0000 0003 8512 9235
- Library of Congress Control Number: n2020034051
- Nederlandse Thesaurus van Auteursnamen: 089748069
- Virtual International Authority File: 24996127